# Robert Smithson
Ne doit pas être confondu avec James Smithson.
Robert Smithson (2 janvier 1938 – 20 juillet 1973) est un artiste américain représentatif, entre autres, du minimalisme et l'un des fondateurs du Land art.
Auteur de nombreux textes critiques et théoriques largement diffusés par les revues d'art américaines (parfois en collaboration, avec Mel Bochner par exemple), le médium imprimé lui donne la possibilité de développer les aspects discursifs, spéculatifs et documentaires de son travail.
Le Land art est apparu dans les années 1960, alors que le mouvement écologiste aux États-Unis était en pleine croissance.

## Biographie

### Enfance et études
Smithson est né à Passaic dans le New Jersey. Son père, d'abord mécanicien , est devenu vice-président d'une société de prêt. Son arrière-grand-père paternel, staffeur, avait réalisé des décors dans le métro de New York, l'American Museum of Natural History, le Metropolitan Museum of Art et une centaine d'églises. Son grand-père maternel était charron. Il a passé son enfance jusqu'à l'âge de neuf ans à Rutherford (New Jersey), à 20 km de New York. À Rutherford, le poète et médecin William Carlos Williams était le pédiatre de Smithson. Il a notamment écrit le poème épique Paterson, publié de 1946 à 58 ; ces écrits marqueront durablement Smithson qui a 20 ans en 58.
Lorsqu'il a eu neuf ans, sa famille s'était installée dans la section Allwood de Clifton (New Jersey). Très jeune, il se passionnait pour l'histoire naturelle et visitait régulièrement l'American Museum of Natural History. Puis il étudia la peinture et le dessin à la Art Students League of New York de 1955 à 1956, et ensuite, brièvement, à l'école du Brooklyn Museum.

### Œuvre

#### Premiers temps
Il s'oriente, ensuite, vers la peinture abstraite. Il se voit principalement comme peintre à cette époque et ses premières œuvres exposées ont un large éventail d'influences, notamment la science-fiction, l'art catholique et le Pop art . En 1961, passe trois mois à Rome, pour une exposition personnelle, et lit beaucoup (Jung, Freud, le vorticiste Wyndham Lewis, T. E. Hulme, ainsi que T.S. Eliot, Nightwood de Djuna Barnes, et Nacked lunch de William Burroughs). En 1962 il procède à « une sorte d'écriture par collage », selon ses propres mots. Il réalise alors des dessins et des œuvres de collage incorporant des images d'histoire naturelle, des films de science-fiction, de l'art classique, de l'iconographie religieuse et de la pornographie, notamment des « coupures homo-érotiques de beefcake magazines (en) » . Les peintures de 1959 à 1962 explorent les « archétypes religieux mythiques » et sont également inspirées de la Divine Comédie de Dante, telles que les peintures de 1959 du Wall of Dis et de The Inferno, Purgatory and Paradise, qui correspondent à la structure en trois parties de la Divine Comédie.
Alors qu'elle travaille dans une assurance (Lederle Labs in Pearl River), tout en ayant un intérêt pour les arts et les sciences, Nancy Holt se marie avec lui en 1963. Tous deux multiplient les excursions dans leur pays natal, le New Jersey. Il se consacre alors à la sculpture, « une sorte de travail cristallin du plastique », en partie influencé par la cristallographie, à la recherche de « structures provenant d'une réflexion sur les qualités inhérentes aux matériaux ».
Si l'intérêt de Smithson pour la littérature de science-fiction a été souvent évoquée, c'est plus précisément l'œuvre de J.G. Ballard qui semble souvent très proche de celle de Smithson. J.G. Ballard est devenu célèbre au début des années 1960 avec la publication de quatre romans-catastrophe dans lesquels la Terre, telle que nous la connaissons, est détruite par le vent, les inondations, la sécheresse et la cristallisation, respectivement. Parmi lesquels : The Burning World, 1964, renommé en 1965: Sécheresse (The Drought), et en 1966: La Forêt de cristal (The Crystal World) (Smithson publiera un article, The Crystal Land, en 1966, exploration d'une carrière avec Donald Judd). Quant à Brian Aldiss, il a publié en 1965 Terrassement (Earthworks (novel) (en), en 1966 chez Doubleday) auquel Smithson fait allusion au tout début de « The Monuments of Passaic ». Dans L'entropie et les nouveaux monuments (1966), Smithson cite Keith Laumer, un extrait de The Other Side of Time (1965). Il évoque, dès les premiers mots, après un extrait de John Taine significatif, le fait que la science-fiction suggère, dans ses idées architecturales, une nouvelle forme de monumentalité qui est comparable aux œuvres de Donald Judd, Robert Morris, Sol LeWitt, Dan Flavin et à certains artistes du « Park Place Group » ... jusqu'à Larry Bell.
Après une rupture avec le monde de l'art, Smithson réapparait en 1964 en tant que promoteur du mouvement minimaliste. Son nouveau travail a abandonné la préoccupation du corps qui était courante dans son travail précédent et il commence à utiliser des plaques de verre et des tubes d'éclairage au néon pour explorer la réfraction visuelle et les miroirs. Sa sculpture murale Enantiomorphic Chambers, 1965 était faite d'acier et de miroirs et créait l'effet optique d'un « point de fuite inutile » ; il a pris, de lui-même, une photo regardant cette sculpture dans laquelle il apparait, sur un miroir, de profil et sur l'autre de face. Les structures cristallines et le concept d'entropie l'intéressèrent et induiront un grand nombre de sculptures réalisées au cours de cette période, dont Alogon 2 (1966) composé de dix unités, dont le titre fait référence au mot grec pour un nombre irrationnel et innommable.
Smithson s'engage alors dans une exploration plus méthodique des richesses minérales du New Jersey et des sites de mines abandonnées. C'est en 1965, parfois avec Donal Judd et Nancy Holt (The Crystal Land, dans Harper's Bazaar, mai 1966), parfois avec toute la bande de ses amis artistes. Il y évoque la géologie très riche de cette région  dont un grand bloc de lave contenant de petits cristaux de quartz, et passe ensuite à la vue que procure la carrière au-dessus des banlieues de New York, qui lui apparait comme un paysage géologique de béton, avec un « je-ne-sais-quoi » de cristallin : les vitrines des magasins, et ainsi de suite. L'intérêt de Smithson pour l'entropie l'a amené à écrire sur un avenir dans lequel « l'univers s'épuisera en une similitude totale ». Ses idées sur l'entropie ont également abordé la culture, « l'étalement urbain et le nombre infini de logements construits pendant le boom de l'après-guerre ont contribué à l'architecture de l'entropie ». À Passaic il évoque le centre-ville comme « une chaîne d'adjonctions déguisées en magasins ». Il qualifie cet étalement urbain / suburbain et tout ce qu'il contient de slurbs: « quantité de choses visibles qui sont insipides et vides », jugement qu'il partage avec Judd. Cette prolifération incontrôlée a contribué à l'entropie, entropie entendue au sens spécifique du deuxième principe de la thermodynamique, vu ici comme une forme de transformation de la société et de la culture, et un désordre qui ne peut que croître avec ces transformations constantes. Devant le bac à sable de sa ville natale il constate : « ce qui avait existé n'était plus que des millions de grains de sable, un immense amas d'os et de pierre pulvérisés ». Puis il prend l'image du bac à sable pour « prouver l'entropie » : si l'on a du sable blanc d'un côté, du sable noir de l'autre, et un enfant qui cours, etc. : sable gris. De nombreuses photographies témoignent de son regard : noir et blanc, format carré 7,6 cm à Passaic, en 67 ; idemm, format carré 8,2 cm sur des traces d'engins de travaux publics, à Oberhausen en 68.
En 1966, il est artiste consultant d'un projet architectural pour le nouvel aéroport de Dallas-Fort Worth. Il conçoit une série d'ouvrages de terre dans le cadre d'un « art aérien » .
En 1966, Smithson et Mel Bochner, qui ont déjà publié des essais critiques sur l'art, réalisent une œuvre d'art de huit pages, Le domaine de la Grande Ourse, qu'ils font passer pour une étude sur le Hayden Planetarium du Musée américain d'histoire naturelle de New York. Les pages étaient couvertes d'images et de textes (50% env.). Les deux pages de Smithson étant composées avec quatre très forts effets de symétrie. C'était une manière radicalement novatrice de présenter une œuvre d'art, sans passer par les galeries qui demandaient déjà de leur envoyer des diapositives de leurs travaux. Ils étaient alors nourri des publications les plus diverses, et en particulier des livres de mathématiques les plus abscons ; c'était selon Mel Bochner « leur mises en pages et leurs diagrammes qui piquaient notre curiosité et que nous cannibalisions »
Smithson s'est alors rapproché d'artistes du Minimal art - Donald Judd publie "Specific Objects" en 1965 - ou aux artistes représentés dans l'exposition de 1966 Primary Structures (en) comme Robert Morris et Sol LeWitt. Son essai Entropy and the New Monuments est publié dans le même temps que Primary Structures - The Declaration of a New Attitude de Bochner. Ce sont les deux seuls à faire l'éloge de cette exposition. Smithson fait paraitre dans Artforum de décembre 1967 « A Tour of the Monuments of Passaic ».

#### Maturité

##### Non-sites
En 1967, Smithson commença à explorer des zones industrielles autour du New Jersey et fut fasciné par la vue des camions à benne creusant des tonnes de terre et de roches qu'il décrit dans un essai comme l'équivalent des monuments de l'Antiquité. Cela a abouti à la série des « non-sites » dans lesquels la terre et les roches collectées dans une zone spécifique sont installées dans la galerie sous forme de sculptures, souvent associées à des miroirs ou du verre. Parmi les œuvres de cette période, on compte notamment Eight-Part Piece (Cayuga Salt Mine Project) (projet de la mine de sel de Cayuga) (1969) et la Map of Broken Clear Glass (Atlantis) (1969). En septembre 1968, Smithson publia dans Artforum l'essai « Une sédimentation de l'esprit: projets terrestres » qui faisait la promotion de la première vague d'artistes du Land art. En 1969, il commença à produire des œuvres de Land art pour approfondir les concepts tirés de ses lectures, celles de William S. Burroughs, J.G. Ballard et George Kubler. Les voyages qu'il entreprit étaient au cœur de sa pratique d'artiste et ses sculptures « hors site » comprenaient souvent des cartes et des photographies aériennes d'un lieu donné, ainsi que des artefacts géologiques déplacés depuis ces sites . Parmi ces voyages, plusieurs œuvres sur site ont été produites, dont Mirror Displacements, une série de photographies illustrant son essai « Incidents of Mirror Travels in the Yucatan » (1969).
Dans un texte qui accompagnait la réalisation de Spiral Jetty, « Arts of the Environnement ». Il s'exprime ainsi : « C'est l'art (non-site) qui contient le site, et non le site qui sert de support à l'art. Le non-site est un contenant qui contient un autre contenant - en l'occurrence, la pièce. La parcelle ou le jardin sont aussi des contenants. » [...] « Le site est-il un reflet du non-site (le miroir), ou est-ce le contraire ? ». Le texte, les photos et le film qui accompagnaient la création de Spiral Jetty, ces « non-sites », documentaient l'œuvre mais en étaient aussi partie intégrante.

##### Écrits
Smithson produisit des écrits théoriques et critiques en plus des arts visuels. En plus des essais, ses écrits incluaient des formats de texte visuel tels que le travail papier en deux dimensions A Heap of Language, qui tendait à montrer comment le texte pouvait devenir œuvre d'art. Dans son essai « Incidents of Mirror Travels in the Yucatan » , Smithson documente une série de sculptures temporaires réalisées avec des miroirs à des endroits particuliers autour de la péninsule du Yucatan. À la fois carnet de voyage et rumination critique, l'article met en évidence l'inquiétude de Smithson concernant la durée (ce qui exprime une idée de temps) en tant que pierre angulaire de son travail.
D'autres écrits théoriques explorent la relation entre une œuvre d'art et son environnement, à partir de laquelle il a développé son concept de « sites » et de « non-sites ». Un « site » est une œuvre située dans un lieu extérieur spécifique, alors qu'un « non-site » est une œuvre qui peut être exposée dans tout espace approprié, tel qu'une galerie d'art. Spiral Jetty est un exemple d’œuvre localisée, tandis que les œuvres de Smithson hors-site consistent souvent en des photographies d’un lieu particulier, souvent exposées à côté de matériaux (tels que des pierres ou de la terre) tirés de ce lieu.
En tant qu’écrivain, Smithson s’intéressait à l’application de la méthode dialectique et de l’impersonnalité mathématique à l’art qu’il décrivait dans des essais et des revues pour Arts Magazine (en) et Artforum. Pendant un certain temps, il était plus connu comme critique que comme artiste. Certains des écrits les plus récents de Smithson ont repris des concepts de l'architecture de paysage des XVIIIe et XIXe siècles qui ont influencé les explorations cruciales sous forme de terrassement (earthworks) qui ont caractérisé ses travaux ultérieurs. Il a finalement rejoint la Dwan gallery, dont la propriétaire, Virginia Dwan, était un partisan enthousiaste de son travail.

##### L'influence de Frédéric Law Olmsted
L'intérêt de Smithson pour la durée est développé dans ses écrits en partie par la reprise des idées du pittoresque. Son essai Frederick Law Olmsted et le paysage dialectique a été écrit en 1973, après que Smithson eut assisté à une exposition organisée par Elizabeth Barlow Rogers au Whitney Museum et intitulée « Frederick New Olmsted à New York » qui présentait le contexte culturel et temporel, à la fin du XIXe siècle, pour sa conception de Central Park. En examinant les photographies du paysage dédié à Central Park, Smithson découvrit le paysage stérile qui avait été dégradé par les humains avant qu'Olmsted ne construise le complexe paysage «naturaliste», et qui était particulièrement visible pour les New-Yorkais dans les années 1970. Smithson souhaitait remettre en cause la conception répandue de Central Park en tant qu'esthétique pittoresque dépassée du XIXe siècle dans l'architecture de paysage, laquelle esthétique entretenait une relation statique dans le tissu urbain en constante évolution de New York. En étudiant les écrits des rédacteurs de traités pittoresques des XVIIIe et XIXe siècles, Gilpin, Price, Knight et Whately, Smithson résout les problèmes liés à la spécificité d'un site et à l'intervention humaine en tant que couches de paysage en relation dialectique, en tant que multiplicité des expériences possibles et comme valeur liée aux déformations manifestées dans le paysage pittoresque. Smithson remarque également dans cet essai que ce qui distingue le pittoresque c'est qu'il est basé sur un paysage réel. Pour Smithson, un parc existe comme « un processus de relations continues existant dans une région physique ». Smithson s'intéressait à Central Park en tant que paysage qui, dans les années 1970, s'était altéré et avait ainsi évolué comme la création d'Olmsted en son temps par rapport au paysage précédent, ce qui témoignait à nouveau du devenir de toute intervention humaine.

##### Ruines industrielles et paysages perturbés
Bien que Smithson n'ait pas trouvé la « beauté » dans les preuves de maltraitance et de négligence infligées au paysage, il considérait que l'état des choses démontrait la transformation constante des relations entre l'homme et le paysage. Il a affirmé que les « meilleurs sites » pour le Land art « sont ceux qui ont été perturbés par l'industrie, l'urbanisation à outrance ou les catastrophes naturelles.» Smithson s’intéressa plus particulièrement à la notion de désintégration industrielle sous l'angle des relations dynamiques anti-esthétiques qu’il voyait dans le paysage pittoresque. Avec sa proposition de transformer le dragage de The Pond à Central Park en  « process art », Smithson cherchait à s’intégrer dans l’évolution dynamique du parc. Alors qu'au début du XVIIIe siècle, certaines caractéristiques formelles du paysage pastoral et du sublime, comme une « ouverture dans le sol » (une grotte) ou un tas de roches, si on les rencontraient au cours d'une opération d' "amélioration par nivellement", comme Price l'envisage, aurait été aplanie et la zone mis sous une forme plus esthétique. Pour Smithson, il n'était pas nécessaire que la perturbation devienne un aspect visuel d'un paysage; dans sa logique anti-formaliste, la cicatrice produite par le temps et recouverte par une intervention naturelle ou humaine était plus importante encore. Il voyait des parallèles au Central Park d'Olmsted comme une couche verte "sylvestre" déposée sur le paysage « usé » qui précédait son Central Park. Afin de se défendre contre des allégations selon lesquelles lui et d'autres Land-artistes « découperaient la terre comme des ingénieurs de l'armée », Smithson, dans son propre essai, affirme que ce type d'opinion « ne reconnait pas la possibilité d'une manipulation organique directe de la terre... » et « tourne le dos aux contradictions qui habitent nos paysages. »
Le premier earthwork à être financé par une ville ou une institution fut Grand Rapids Project en 1973 : Robert Morris proposa de redessiner une colline abandonnée. À partir de cette datée nombreuses organisations étatiques ont manifesté un intérêt croissant pour cet art. Selon Smithson, les artistes ont non seulement la capacité mais aussi l'obligation sociale de contribuer à la restauration du paysage. C'était une idée nouvelle, même si des écologistes avaient déjà sensibilisé l'opinion à ces problèmes. Ce n'est qu'en 1977 que fut promulgué le Surface Mining Control and Reclamation Act, à propos des lieux abandonnés sur les sites des anciennes mines des Appalaches.

### Décès
Le 20 juillet 1973, Smithson meurt dans un accident d'avion au Texas tandis qu'il prend des photographies de son œuvre Amarillo Ramp, en cours de construction. Cette dernière sera achevée en moins d'un mois par sa compagne Nancy Holt avec l'aide de Richard Serra et Tony Shafrazi.
Malgré une mort précoce ne lui permettant pas d'aboutir plusieurs projets importants sur lesquels il travaillait, Smithson s'est rapidement imposé dans l'histoire du Land Art au travers de quelques réalisations majeures, peu nombreuses mais dont l'aura est considérable. C'est sans doute l'une des raisons pour lesquelles l'artiste conserve aujourd'hui de fervents émules parmi les artistes contemporains, aux quatre coins du monde.
Ces dernières années, nombreux sont ceux qui lui ont rendu hommage, notamment Tacita Dean, Sam Durant et Renée Green, mais aussi Lee Ranaldo, Vik Muniz, Mike Nelson ou encore, parmi tant d'autres, Nikolaj Recke et The Bruce High Quality Foundation. En 2011, une exposition intitulée "The Smithson Effect", et dont faisaient partie la plupart des artistes précédemment cités, a été organisée par le musée des beaux-arts de l'Utah.
Les biens de Robert Smithson sont administrés par la James Cohan Gallery.

### Réalisations et textes: chronologie
- 1966 : The Cristal Land (dans Harper's Bazaar). L'article sur le site de la Smithsonian Institution, Archives of American Art (en)
- 1967 : The Domain of the Great Bear avec Mel Bochner (dans Art Voices). Première page sur le site de l'Art Institute of Chicago (en)
- 1967 : A Tour of the Monuments of Passaic, New Jersey (dans Artforum). Le texte au format PDF (en)
- 1968 : A Sedimentation of the Mind : Earth Projects (dans Artforum). Le texte au format PDF sur monoskop.org (en)
- 1968-09  : Incidents of Mirror-Travel in the Yucatan (dans Artforum, p. 44). Le texte au format PDF. (en)
- 1969 : Mirror Displacement. Notice : Collection du Met, For Bern Snow—Mirror Displacements for the Alps 1969. (en)
- 1969 : Ithaca Mirror Trail, Ithaca, New York. 8 photographies, carte, diapositives et dispositif de projection.  Notice sur le site de la Tate.uk. (en)
- 1969-72 : Hotel Palenque (projection de diapositives commentée par l'auteur). la vidéo sur youtube; Article Wiki. et ensemble des diapositives sur archiwik.org. (en)
- 1969 : Asphalt Rundown: film 16 mm couleurs, 1' 12". La vidéo du film sur youtube. Cette œuvre est aussi documentée avec le même titre par une série de diapositives.
- 1969 : Chalk-Mirror Displacement et Study for the Sculpture Glass Strata with Mulch and Soil (Étude pour la sculpture Strates de verre avec paillis et terre). Notices  sur le site de l'Art Institute of Chicago. (en)
- 1970 : Partially Buried Woodshed, évènement. Documents + vidéo sur Kent.edu (en)
- 1970 : Spiral Jetty, earthwork, Photo (Holt/Smithson Foundation and Dia Art Foundation) et notice sur le site du Utah Museum of Fine Arts
- 1970 : Spiral Jetty, film 16 mm couleurs, 35 min
- 1971 : Broken circle / Spiral Hill, Emmen, earthworks. Informations et vue aérienne sur le site officiel néerlandais. (en)
- 1973 : Bingham Canyon Reclamation Project (en), projet non abouti.
- 1973 : (posthume) Amarillo Ramp: Photographie de 1974 sur le site de Domus. (en)

## Œuvres célèbres

### Asphalt Rundown
Cette œuvre a été créée en 1969 à l'aide d'un camion chargé d'asphalte qui s'est rendu aux environs de Rome et qui y a ensuite déchargé son contenu du haut d'une colline, donnant ainsi une importance aux qualités d'un matériau qui l'intéressait beaucoup : l'asphalte.
Pour Smithson, l'asphalte représentait une sorte de piège pour capter l'énergie et, par conséquent, les routes et les autoroutes avec ce matériau se transformaient en un lieu de passage, en voie entropique qui permet un flux continu de personnes et d'engins. Il y a aussi un rapport direct au dripping de Jackson Pollock dans ses peintures car le dripping pictural de ce peintre le portait à son point extrême de monumentalité.
Smithson cherche la désintégration, le glissement, la coulée, l'avalanche, le flot. Le paysage est toujours entropique pour lui parce que son intérêt est fixé sur la localisation des zones industrielles abandonnées et désolées. Son intérêt est particulier pour les mines souterraines ou à ciel ouvert et aux carrières.
Les différents matériaux utilisés sont la boue, le fumier, l'asphalte, le béton et la glace parce qu'ils sont très lent lors de leur écoulement, résistent aux traînées faciles et aux taches molles et spongieuses (qui donnent l'idée de paresse) typiques des peintures de New York dans les années 1960.

### Partially Buried Woodshed
Fait à l'université d'État de Kent dans l'Ohio, en janvier 1970. Vingt camions chargés de terre se sont déchargés sur une cabane abandonnée jusqu'à ce que la poutre centrale cède sous le poids de la terre.
L'idée est que la nature reprend ses droits de façon complète sur l'homme, sur ses constructions par la destruction de quelque chose d'humain. L'idée de Smithson était de soumettre une colline déjà existante à la pression d'une coulée de boue, mais comme il faisait moins de dix degrés Celsius l'expérience a échoué. L'œuvre a depuis été démolie, ne laissant derrière elle que quelques restes de béton.

### Spiral Jetty

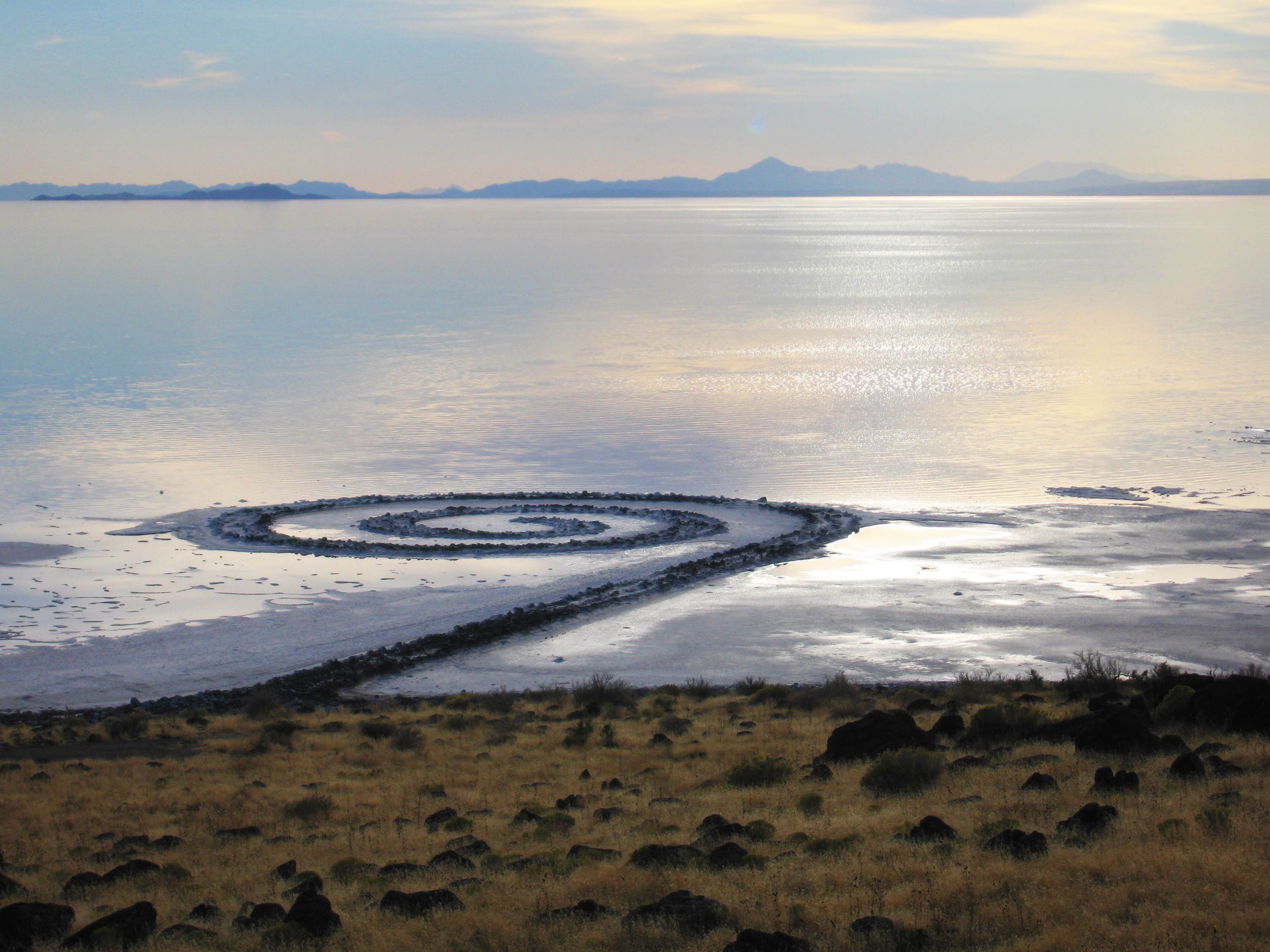
Robert Smithson, Spiral Jetty, 2004, Rozel Point, Great Salt Lake, Utah

Spiral Jetty a été créé dès avril 1970 à Great Salt Lake dans l'Utah. Il a utilisé 292 automoteurs à dix roues (de Parsons Asphalt inc. d'Ogden) qui ont porté la charge jusqu'au lac. 625 personnes ont déplacé 6 783 tonnes de matériaux. Les Caterpillar modèle 955 ont posé les roches déversées et les ont tassées dans les lignes directives de Smithson. Il y avait 500 mètres (1 500 pieds) du sommet de la crête jusqu'au bout de la boucle et environ 5 mètres (15 pieds) de large. Le remplissage a été assuré par 3 500 yards de grosses pierres de basales (noires) et de terre, arrachés sur place, pour faire la digue.
La forme du travail a été influencée par le site, la forme en spirale de la jetée a été dérivée de la topographie locale, en relation avec un tourbillon mythique au centre du lac. La spirale reflète également la formation circulaire des cristaux de sel (blancs) qui recouvrent les rochers. Au fur et à mesure elle s'efface sur la plage et dans une dizaine d’années elle ne sera plus visible.
Smithson était initialement attiré par ce site à cause de la couleur rouge du lac salé, due à des microbactéries. Elle fut engloutie par une brusque montée des eaux en 1972. Le travail donc a été transformé par son environnement, reflétant la fascination de Smithson pour l'entropie, l'inévitable transformation à l'œuvre par les forces de la nature. De temps en temps, Spiral Jetty émerge de l'eau, cette monumentale structure est un témoignage de la dominance de la nature sur l'homme.

### Broken Circle

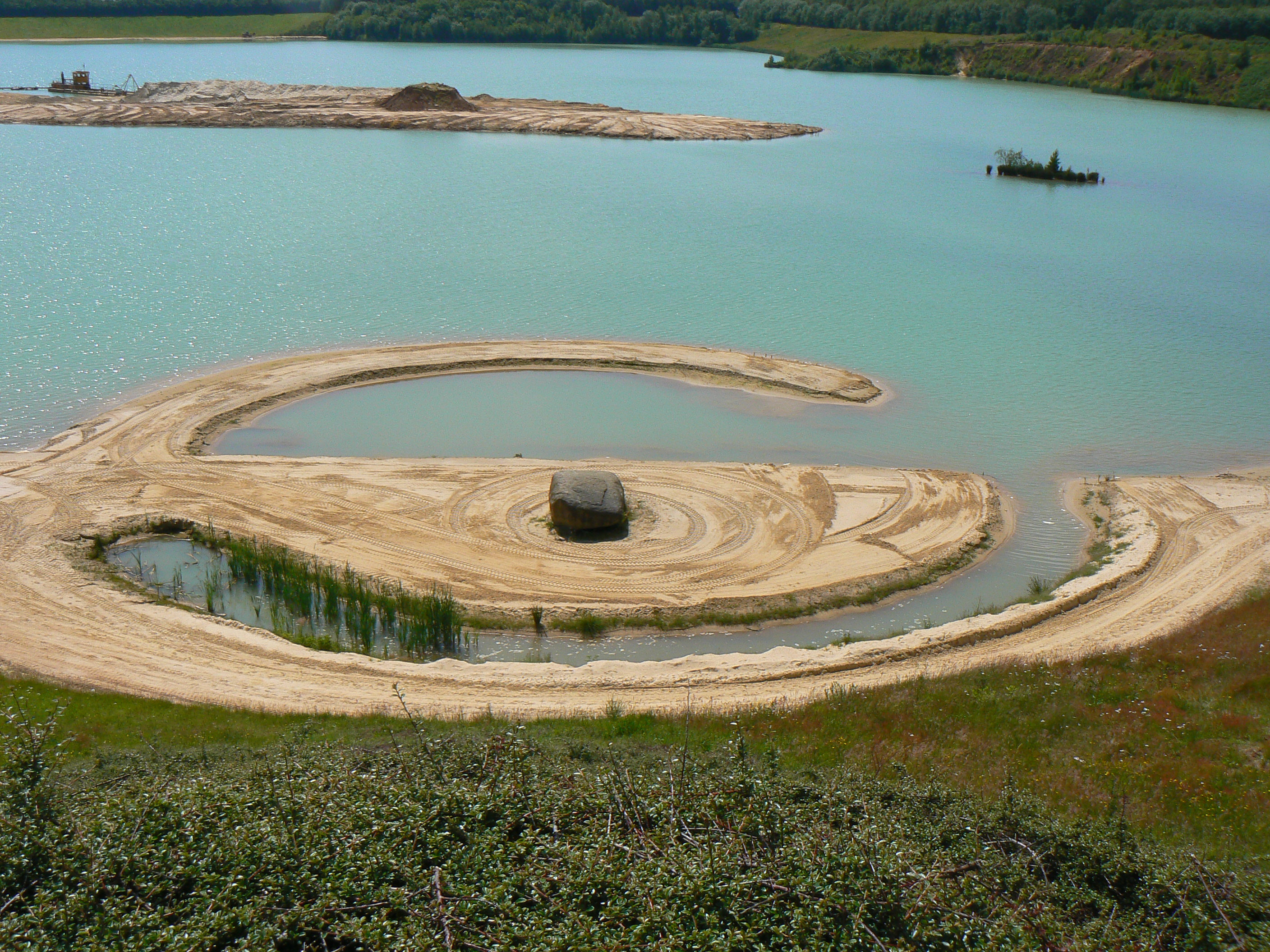
Broken Circle

Cette œuvre a été réalisée aux Pays-Bas, à Emmen en 1971. Elle a été commandée pour l'exposition internationale temporaire « Sonsbeek 71 ». Smithson ayant pris conscience qu'il était préférable de ne pas déranger l'agriculture dans un pays aussi densément peuplé, il obtient de construire son œuvre sur une carrière désaffectée. Cela correspond d'ailleurs à son penchant pour les lieux-dits entropiques.
Pendant les travaux pour aplanir le terrain, Smithson extrait un énorme rocher. Il prévoit d'abord de s'en débarrasser car il constitue un point focal indésirable à l'œuvre. Mais l'entreprise se révèle compliquée par la masse du rocher. Ce n'est qu'un peu plus tard que Smithson décide de conserver le rocher qui confère à l'œuvre une dimension temporelle puisqu'il est un témoin d'un âge reculé de la terre. Par ailleurs, il contribue à faire coïncider l'œuvre avec son environnement puisqu'on trouve dans la région des tombes primitives, nommées « lits des Huns », construites avec de tels rochers.
Broken Circle est une avancée de terre positive, tournant dans le sens des aiguilles d'une montre.
Le Cercle brisé est une sorte d'impossibilité puisque le ciel se réfléchit sur la terre. Smithson est d'ailleurs fasciné par les miroirs, leur dédoublement et leur redoublement.
L'œuvre fait référence aux digues construites par les hollandais et devrait correspondre au site et à son inscription dans le pays ainsi qu'à sa mémoire. En effet, en 1953, la Hollande, dont le plat pays est situé sur le delta de trois fleuves, est durement touchée par un raz-de-marée doublé d'une tempête, faisant près de 1 800 morts et recouvrant 150 000 hectares de terre. Le « plan Delta » est alors mis en œuvre afin de reconstruire les digues et de protéger le pays.
Smithson montre un grand intérêt pour les problèmes d'échelle. Broken Circle, de même que Spiral Hill, ou que Spiral Jetty avant elles, supposent un point de vue en surplomb pour être vues dans leur ensemble. « La taille détermine un objet, mais l’échelle détermine l’art. (…) L’échelle dépend de la capacité de chacun à prendre conscience des réalités perceptives. Quand on refuse de dégager l’échelle de la taille, on reste avec un objet ou un langage qui apparaît certain. Pour moi l’échelle agit grâce à l’incertitude. » (Smithson). On remarque le jeu entre Broken Circle, invisible de loin pour qui se trouve à son niveau, et l'élévation de Spiral Hill.
Bien qu'elle ait d'abord été construite pour être temporaire, la population locale demande qu'elle devienne permanente. Smithson rédige alors une série de recommandations afin que son œuvre survive correctement à l'épreuve du temps. Toutefois, elle n'a aujourd'hui plus la forme d'autrefois. L'eau du lac recouvre plus ou moins la jetée, alors que la colline de Spiral Hill est quant à elle recouverte de plantes persistantes.

### Spiral Hill

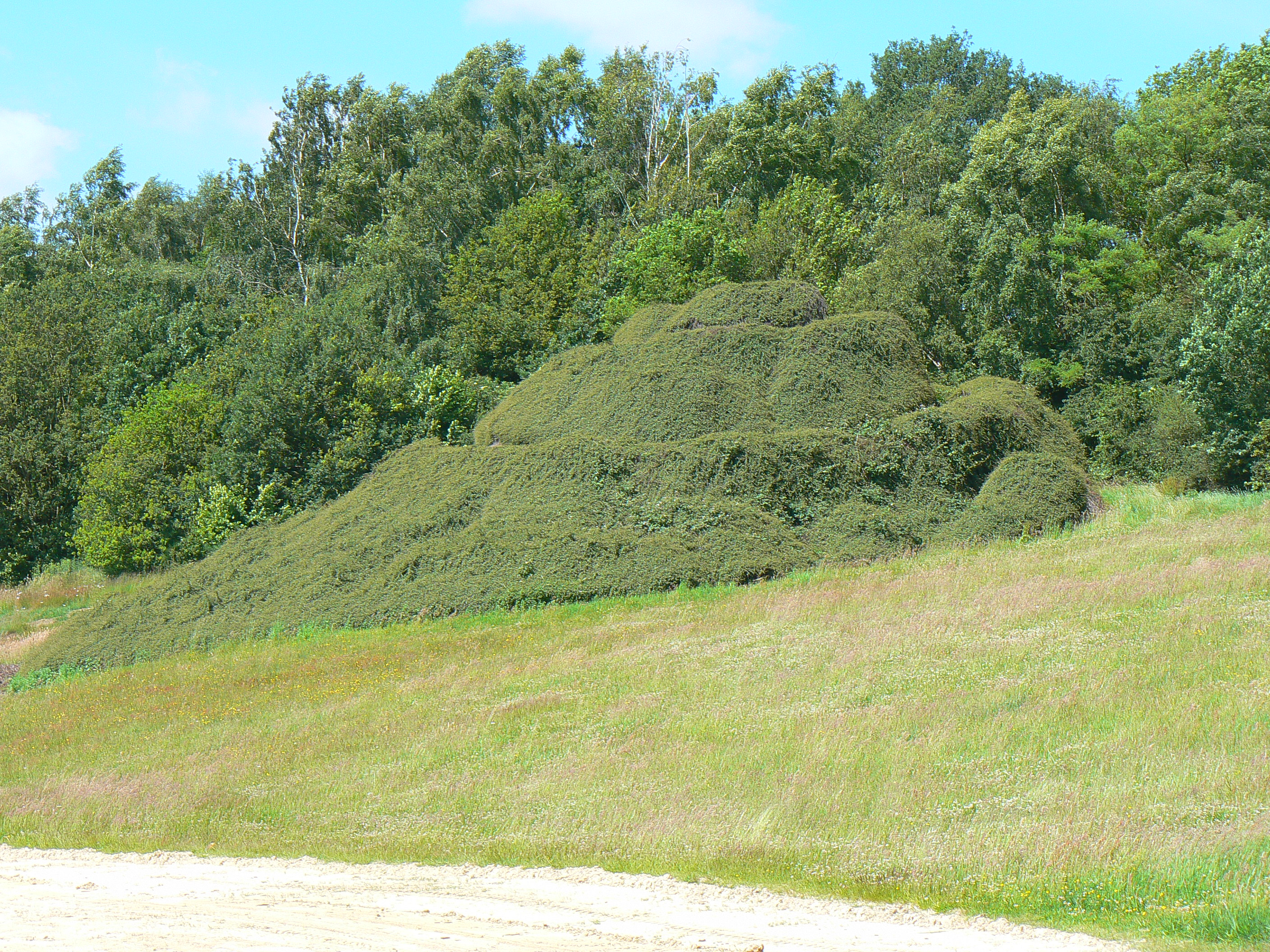
Spiral Hill

C'est une parodie de la tour de Babel.
Elle a été faite à Emmen, pendant l'été 1971, en même temps que Broken Circle, auquel elle est intimement liée. Elle fait 23 mètres de diamètre à sa base.
Les principaux matériaux qui la constituent sont : la terre, la terre arable noire et le sable blanc pour le chemin en spirale. La terre, matériau principal, est choisie pour sa charge symbolique archaïque. « Aussi le retour à la terre nourricière indique-t-il la résurgence d’un sentiment très archaïque. » Robert Smithson

## Œuvres posthumes

### Amarillo Ramp
La forme est celle d'un serpent qui se mord la queue, la forme d'un cercle fermé. C'est sa femme qui termina cette œuvre car Robert Smithson meurt dans un accident d'avion au Texas.

### Floating Island
Floating Island, pour voyager autour de Manhattan Island, 2005

### Hommages (sélection)
- Roland Tissot, « La fabrique de la spirale », Revue Française d'Etudes Américaines, vol. 26, no 1,‎ 1985, p. 447–455 (DOI 10.3406/rfea.1985.1215, lire en ligne, consulté le 2 janvier 2018).
- Lee Ranaldo, Broken Circle/Spiral Hill (EP), 1994, CD, 17 min
- Lee Ranaldo, Amarillo Ramp (for Robert Smithson), 1996, CD, 52 min
- Tacita Dean, Trying to Find the Spiral Jetty, 1997, 27 min. (en) « Trying to find the Spirall Jetty », sur British Council (consulté le 11 novembre 2019), « exhibition, 11 September 1997 – 1 November 1997 », sur Frith Street Gallery (consulté le 11 novembre 2019), photo, Universalis. (en) « Tacita Dean: JG Ballard, Robert Smithson and me », sur YT-news, 13 septembre 2013 (consulté le 11 novembre 2019).
- Renée Green, Partially Buried Continued, 1997 (installation à Lausanne en 2009). Université Paris-8, Jeu de Paume
- Vik Muniz, Spiral Jetty after Robert Smithson, 1977. dessin
- Sam Durant Partially Buried 1960s/70s Dystopia Revealed (Mick Jagger at Altamont) & Utopia Reflected (Wavy Gravy at Woodstock), musée d'art contemporain de Chicago, 1998. site officiel
- Mary Brogger Earthwork, musée d'art contemporain de Chicago, 2000. MoMA Chicago
- Mike Nelson: Triple Bluff Canyon, musée d'art contemporain d'Oxford, 2004. (hommage à Partially Buried Woodshed). British Council
- The Bruce High Quality Foundation, The Gate, Not the Idea of the Thing But the Thing Itself on New York's Waterways, 2005 site officiel
- Cyprien Gaillard, Real Remnants of Fictive War VI, 2007. photogramme
- Nikolaj Recke, Insecurity Zone, 2009 vidéo
- Marc de Verneuil, Heap of Language Reloaded, 2012 vidéo
- Karen O'Rourke, Ruines à l'envers 2.0, 2003-2008 texte et Partially Buried University, 2010, vidéo.